# 1847 Stobbe
Stobbe (asteróide 1847) é um asteróide da cintura principal com um diâmetro de 23,9 quilómetros, a 2,5577913 UA. Possui uma excentricidade de 0,0199841 e um período orbital de 1 540,08 dias (4,22 anos).
Stobbe tem uma velocidade orbital média de 18,43642692 km/s e uma inclinação de 11,13062º.
Esse asteróide foi descoberto em 1 de Fevereiro de 1916 por Holger Thiele.